# Шаповалов, Николай Львович
Никола́й Льво́вич Шапова́лов (1831 — 15.11.1886, Москва) — российский издатель, юрист. Известен как издатель журнала «Театральная библиотека».

## Биография
Из исповедальных ведомостей 1841 года (Ф.192.Оп.1.Д.25. Исповедальная ведомость Спасской церкви, стр. 4) известны биографические данные детства Николая Шаповалова.
В 1841 году Николаю было 10 лет, брату Сергию — 14. Мать — Шаповалова Маргарита Васильевна (34 года), глава семьи — Шаповалов Лев Федорович (41 год, коллежский секретарь). Семья проживала в Нытвенском заводе Оханского уезда (ныне город Нытва в Пермском крае, административный центр Нытвенского района и Нытвенского городского округа). Вместе с ними проживала Шаповалова Дарья Федоровна, 36 лет.
Окончил в 1851 г. со степенью кандидата прав курс юридического факультета Императорского Московского университета и затем служил в Московской дворцовой конторе.
Умер в Москве 15-го ноября 1886 г. и похоронен на Ваганьковском кладбище.